# 佳能 EOS-1D Mark IV
佳能 EOS-1D Mark IV是一款具有1,610万像素的数码单镜反光相机（DSLR）机身，由日本佳能公司制造。佳能 EOS-1D Mark IV是佳能 EOS-1D Mark III的后续产品，于2009年10月20日上市。它是佳能首款具有高清视频（1080p分辨率）功能的APS-H画幅数码单反相机。